# Kladdkaka

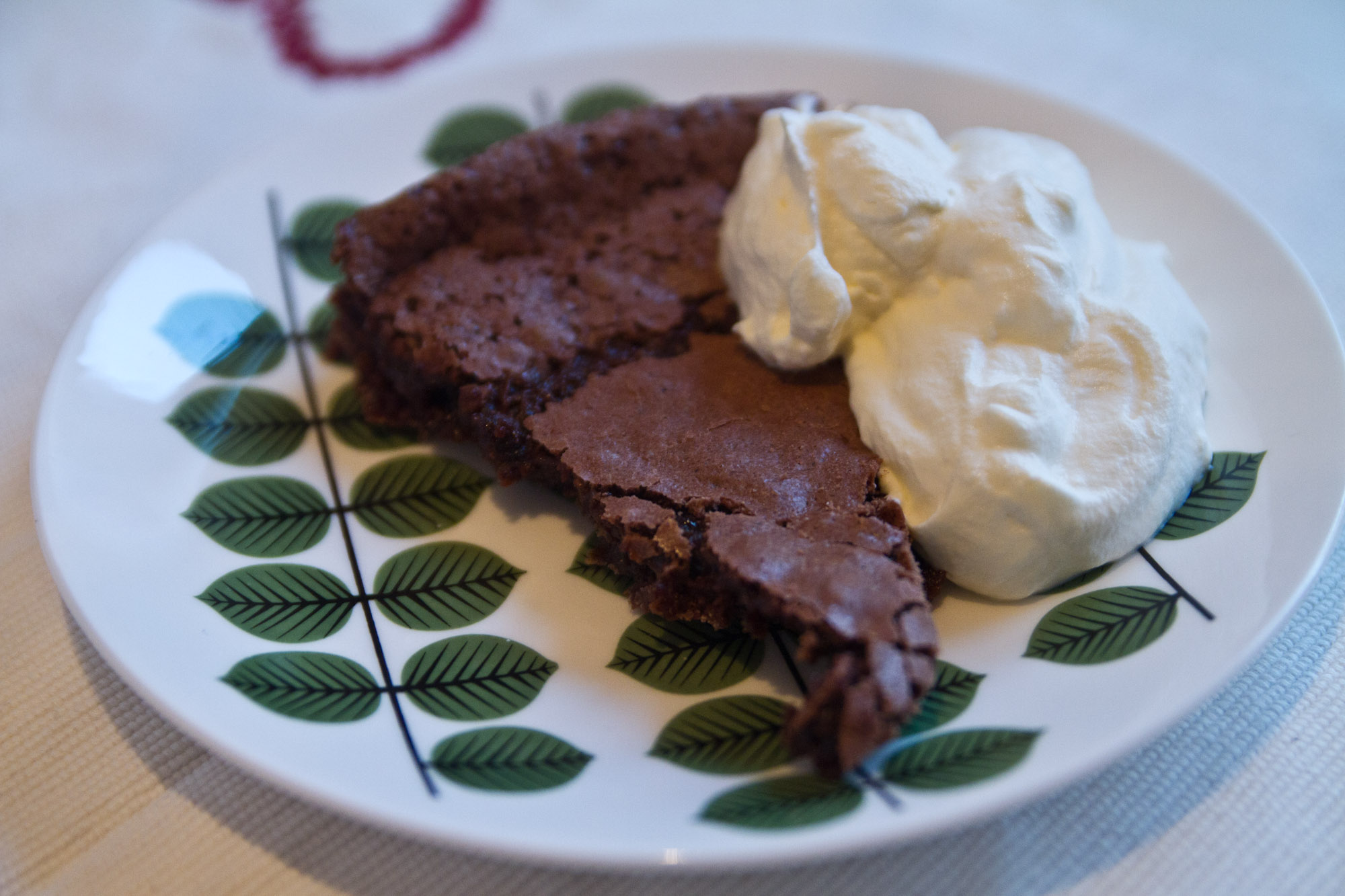
Kladdkaka met slagroom.

Kladdkaka  is een Zweedse taart met chocoladesmaak en plakkerige, zachte binnenkant. De ingrediënten zijn meel, eieren, boter, suiker en cacao. Kladdkaka is nauw verwant aan de brownie. 
Vaak wordt de taart geserveerd met slagroom, roomijs of aardbeien. Er zijn veel verschillende recepten voor de kladdkaka. Het belangrijkste verschil met andere cakes is dat er geen bakpoeder wordt gebruikt. De kleverigheid ontstaat door het ontbreken van luchtbellen in het beslag.  
Er is in Zweden een zogenaamde kladdkakans dag die sinds 2008 op 7 november valt, de dag na Gustav Adolfsdagen. Op die dag wordt het Gustaaf Adolfgebak gegeten.